# إزرائيل بيكر
إزرائيل بيكر (بالإنجليزية: Israel Baker)‏ هو عازف كمان أمريكي، ولد في 11 فبراير 1919، وتوفي في 25 ديسمبر 2011 في إستوديو سيتي ‏ في الولايات المتحدة.

## وصلات خارجية
- إزرائيل بيكر على موقع IMDb (الإنجليزية)
- إزرائيل بيكر على موقع ميوزك برينز (الإنجليزية)
- إزرائيل بيكر على موقع أول ميوزيك (الإنجليزية)
- إزرائيل بيكر على موقع ديسكوغز (الإنجليزية)